# Cherry Valley (Illinois)
Cherry Valley – wieś w USA, w stanie Illinois, w hrabstwie Winnebago i w hrabstwie Boone. W poprzednich latach miejscowość rozprzestrzeniła się na wschód, przekraczając granice Boone.
Według spisu z 2000 wieś zamieszkuje 2191 osób. Specjalny spis w 2007 wykazał, że populacja miasta wzrosła do 3042 osób. W 2023 liczba mieszkańców spadła do 2864 osób, a gęstość zaludnienia poniżej 290 osób/km².

## Geografia
Cherry Valley leży na 42°14'21" N, 88°57'44" W. Według spisu wieś zajmuje powierzchnię 9,9 km² z czego 9,7 km² zajmują lądy, a 0,2 km² woda. Przez wieś przepływa rzeka Kishwaukee, która tworzy jezioro usytuowane w Baumann Park. Miejscowość przecinają drogi międzystanowe 90 i 39,  droga US 20 i US 51.

## Demografia
Według spisu z 2000 roku wieś zamieszkuje 2191 osób skupionych w 857 gospodarstwach domowych, tworzących 623 rodzin. Gęstość zaludnienia wynosi 225,0 osoby/km². W mieście znajdują się 887 budynki mieszkalne, a ich gęstość występowania wynosi 91,1 mieszkania/km². Miasto zamieszkuje 93,98% ludności białej, 1,68% stanowią Afroamerykanie, 0,18% to rdzenni Amerykanie, 2,561% Azjaci, 0,05% mieszkańcy wysp Pacyfiku, 0,87% ludność innej rasy i 0,68% ludność wywodząca się z dwóch lub więcej ras. Hiszpanie lub Latynosi stanowią 2,19% populacji.
W mieście są 857 gospodarstwa domowe, w których 33,7% stanowią dzieci poniżej 18. roku życia żyjące z rodzicami, 63,9% małżeństwa, 5,8% niezamężne kobiety oraz 27,3% osoby samotne. 22,9% wszystkich gospodarstw domowych składa się z jednej osoby oraz 3,4% żyjących samotnie ma powyżej 65. roku życia. Średnia wielkość gospodarstwa domowego wynosi 2,55 osoby, natomiast rodziny 3,02 osoby.
Przedział wiekowy kształtuje się następująco: 25,4% stanowią osoby poniżej 18. roku życia, 6,8% osoby pomiędzy 18. a 24. rokiem życia, 33,9% osoby pomiędzy 25. a 44. rokiem życia, 25,8% osoby pomiędzy 45. a 64. rokiem życia oraz 8,0% osoby powyżej 65. roku życia. Średni wiek wynosi 37 lat. Na każde 100 kobiet przypada 101,4 mężczyzn. Na każde 100 kobiet powyżej 18. roku życia przypada 102,5 mężczyzn.
Średni dochód dla gospodarstwa domowego wynosi 59 871 dolarów, a dla rodziny 70 833 dolarów. Dochody mężczyzn wynoszą średnio 50 943 dolarów, a kobiet 29 153 dolarów. Średni dochód na osobę w mieście wynosi 23 725 dolarów. Około 4,7% rodzin i 6,3% populacji miasta żyje poniżej minimum socjalnego, z czego 9,6% jest poniżej 18. roku życia i 2,0% powyżej 65. roku życia. Davis Junction ma najwyższy dochód na jednego mieszkańca w aglomeracji Rockford.